# Йоганн Конрад Ґмелін
Йоганн Конрад Ґмелін (2 серпня 1707, Тюбінген — 19 червня 1759, так само) — вюртемберзький лікар і фармацевт. Родоначальник гілки відомого тюбінґенського вченого роду Ґмелінів.

## Біографія
Йоганн Конрад Ґмелін народився у Тюбінґені в сім'ї Йоганна Ґеорґа Ґмеліна. Після навчання у свого батька на хіміка та фармацевта він студіював в університеті Реґенсбурґа у 1726 році. Потім він подорожував Польщею й Угорщиною, де особливо займався копальнями та солеварнями. Зворотна дорога пройшла через Ляйпціґ і Дрезден, де він потоваришував з іншими вченими. Потім він два роки відвідував лекції в Ляйденському університеті і повернувся до рідного міста у 1730 році. Відтак він очолив частину відомої аптеки свого батька, отримав ступінь доктора наук і сам читав лекції в Тюбінґенському університеті. Він також здобув собі відомість як практикуючий лікар.
6 листопада 1731 року він одружився з Марі Веронікою Ергард у Тюбінґені, разом у них було 15 синів і дочок. Він є засновником старшої тюбінґенської лінії роду Ґмелінів.